# Paniek in het dorp (film)
Paniek in het dorp (Frans: Panique au village) is een Belgisch-Frans-Luxemburgse stop-motion-animatiefilm uit 2009, gebaseerd op de gelijknamige televisieserie uit 2001.
In 2009 besloten Stéphane Aubier en Guillaume Malandrin een film te maken met dezelfde hoofdpersonages. De cowboy, de indiaan en het paard krijgen er te maken met rare zeewezens, drie professoren en een boze beer, wat leidt tot hilarische situaties. De film van 1 uur en 15 minuten werd op 21 mei 2009 op het Filmfestival van Cannes buiten competitie vertoond en ging op 17 juni in België in première. Voor de Vlaamse versie werden de stemmen ingesproken door acteurs bekend uit Neveneffecten en In de gloria.
Tijdens het maken werd soms per ongeluk een stuk van het decor verschoven. Hierop werd gewoon verder gedacht en werd dit geïntegreerd in het verhaal in plaats van opnieuw te beginnen. Een staaltje van improvisatie.

## Verhaal
Cowboy en Indiaan denken op internet 50 bakstenen te bestellen voor het maken van een barbecue als verjaarscadeau voor Paard, maar doordat een van beide per ongeluk de nultoets ingedrukt houdt bestellen ze een astronomisch groot aantal. Het huis raakt onder de stenen bedolven.
Ze vallen door een schacht door de aarde (om de tijd te verdrijven tijdens het vallen spelen ze kaart) en komen zo in het Zuidpoolgebied waar wetenschappers in een mobiele lanceerinstallatie over lange afstand grote sneeuwballen gooien. De drie laten zich in een sneeuwbal naar huis lanceren, maar komen in zee terecht. Na een verblijf onder water keren ze huiswaarts.

## Stemmen

### Originele (Franstalige) versie
| Acteur              | Personage         |
| ------------------- | ----------------- |
| Stéphane Aubier     | Cowboy            |
| Bruce Ellison       | Indiaan           |
| Benoît Poelvoorde   | Steven            |
| Bouli Lanners       | Postbode; Simon   |
| Vincent Patar       | Paard             |
| Jeanne Balibar      | Mevrouw Longrée   |
| Nicolas Buysse      | Schaap; Jean-Paul |
| François De Brigode | Sportjournalist   |

### Vlaamse versie
- Jonas Geirnaert
- Jelle De Beule
- Wim Opbrouck
- Bruno Vanden Broecke
- Lucas Van den Eynde
- An Miller
- Frank Focketyn
- Tom Van Dyck
- Sien Eggers
- Tania Van der Sanden
- Jan Eelen (stemregie)